# BABOO
BABOO é um site de informática e tecnologia brasileiro focado no sistema operacional Windows, da Microsoft. Criado em 1999, contabiliza cerca de 1 milhão de visitantes por mês, com meio milhão de pessoas cadastradas diretamente no endereço, sendo o 877.º site mais acessado do Brasil de acordo com o Alexa. Em 2001, ganhou um fórum para ajudar os usuários do sistema a resolverem dúvidas.
Aurélio Minerbo, criador do site, é formado em Engenharia Mecânica, e sempre atuou área de informática e tecnologia como consultor independente com foco na plataforma Microsoft. Trabalha profissionalmente com Windows desde 1987, foi Technical Beta-Tester do Windows, e em 2003 e o primeiro brasileiro a receber o MVP (Most Valuable Professional) de Windows pela Microsoft americana. 
Desde 1999 ajuda milhões de internautas através no site BABOO e no Fórum do BABOO, embora desde 2023 apenas os alunos dos Cursos do BABOO podem acessar o fórum.

## Trajetória Profissional
No início dos anos 1990, Baboo se envolveu como Beta-Tester do Windows, testando versões em desenvolvimento do sistema operacional, uma atividade semelhante ao atual Programa Windows Insider. Naquela época, havia poucos beta-testers internacionais fora dos Estados Unidos.
A partir de 1998, progrediu para se tornar Technical Beta-Tester, assumindo a responsabilidade de testar o Windows de maneira mais técnica. Esta função permitiu um profundo conhecimento do sistema operacional, incluindo sua operação interna e interação com hardware e software. O autor dedicou dois computadores exclusivamente para esses testes, reportando bugs e problemas diretamente à Microsoft nos Estados Unidos.
Com o advento da internet no Brasil e o aumento das preocupações com segurança digital devido ao crescimento de vírus, concentrou-se intensamente nesse campo. Participou de eventos sobre segurança no Brasil e nos Estados Unidos, expandindo significativamente seu conhecimento e se tornando uma autoridade consultiva reconhecida.
Durante muitos anos, participou ativamente da DEFCON, um renomado evento para white-hat hackers (hackers éticos) focados em segurança. Essa experiência proporcionou uma visão abrangente, detalhada e diferenciada sobre segurança digital.

## Site e Fórum do Baboo
No final da década de 1990, foi lançado o site BABOO, dedicado a oferecer suporte e recursos para usuários do sistema operacional Windows. O site rapidamente se destacou na internet brasileira, tornando-se uma referência em notícias, dicas e tutoriais relacionados ao Windows. No ano subsequente, o Fórum do BABOO foi estabelecido como o principal grupo de discussão independente focado na plataforma Microsoft na América Latina.
Devido à qualidade e relevância de seu conteúdo para os usuários brasileiros do Windows, tanto o site quanto o fórum foram integrados ao canal de Tecnologia do portal MSN Brasil por sete anos. Posteriormente, o BABOO e o Fórum do BABOO foram hospedados pelo portal UOL e, subsequentemente, pelo portal R7.
Desde 2023 o Fórum do BABOO deixou de ser um fórum público, tendo se tornado a plataforma de suporte para os alunos dos Cursos do BABOO.

## MVP de Windows
Em 2003, Aurélio "Baboo" tornou-se o primeiro brasileiro a ser reconhecido com o título de Most Valuable Professional (MVP) de Windows pela Microsoft. O programa MVP é uma premiação anual que reconhece líderes excepcionais da comunidade por seu profundo conhecimento técnico, habilidades de liderança, experiência em palestras, influência online e dedicação em resolver problemas práticos enfrentados pelos usuários.
Teve seu título de MVP renovado de forma ininterrupta por 20 anos consecutivos, de 2002 a 2022, estabelecendo-se como o MVP com o maior número de premiações no mundo todo. Em 2023, o programa Windows Insider MVP foi descontinuado.
Ser um MVP proporcionou a Baboo uma série de vantagens significativas, incluindo a oportunidade de interagir com MVPs de todo o mundo, facilitando a troca de experiências, discussão de problemas e compartilhamento de soluções. Além disso, ele teve acesso direto a profissionais da Microsoft na sede em Redmond, onde pôde contribuir com ideias, sugestões e resolver questões de alto nível relacionadas à tecnologia Microsoft.
Ao longo de sua trajetória como MVP, Baboo não apenas consolidou sua reputação como um especialista em Windows e segurança digital, mas também se destacou por sua dedicação em ajudar a comunidade tecnológica brasileira e global, promovendo práticas e soluções avançadas no campo da informática.

## Windows Server

"Web Server Improves PHP Performance on High-Volume Brazilian Web Site", artigo sobre Baboo no site da Microsoft

Em 2008, Baboo introduziu uma versão de teste do Windows Server 2008 nos servidores do site e fórum do Baboo, marcando-os como os primeiros no Brasil com grande tráfego a adotar essa versão experimental. Esta decisão estratégica permitiu a ele avaliar em tempo real a estabilidade e o desempenho do sistema operacional, possibilitando relatar quaisquer problemas diretamente aos profissionais da Microsoft nos Estados Unidos.
Durante esse período, o Fórum do BABOO registrou um pico de 22 mil usuários simultâneos, um feito que atraiu a atenção da Microsoft, resultando em um contato direto com Baboo. Em pouco tempo, o Fórum do BABOO foi reconhecido como um estudo de caso pela Microsoft, destacando sua implementação bem-sucedida do Windows Server 2008 para suportar aplicações .NET e PHP com alto desempenho.
Este reconhecimento global foi formalizado através da publicação do artigo "Web Server Improves PHP Performance on High-Volume Brazilian Web Site" (Servidor Web Melhora o Desempenho do PHP em Site Brasileiro de Alto Volume), ampliando a visibilidade do Windows Server 2008 como uma solução robusta para hospedagem de sites e fóruns de alto tráfego.
Aurélio "Baboo" continua a ser uma figura proeminente na comunidade tecnológica brasileira, destacando-se não apenas por suas habilidades técnicas e liderança no gerenciamento de infraestrutura crítica, mas também por seu papel influente na promoção das tecnologias Microsoft entre clientes e parceiros ao redor do mundo.

## Vídeos no Youtube

Alguns vídeos do Canal Baboo

No início de 2017, passou a publicar vídeos técnicos sobre Windows e Segurança no canal do YouTube do BABOO voltados para o público em geral, algo que geralmente não ocorre entre os profissionais técnicos de alto nível. Em pouco tempo eles se tornaram referência para internautas interessados em aprender corretamente sobre Windows e Segurança Digital com um profissional qualificado.

## Cursos do BABOO
Aurélio Baboo lançou os Cursos do BABOO em 2018, com o objetivo de capacitar indivíduos e profissionais de TI na otimização e segurança do Windows em PCs pessoais, empresariais e de clientes. Seus cursos são projetados não apenas para manter o sistema operacional rápido e estável, mas também para aumentar a lucratividade dos profissionais de TI. 

Baboo aspira a criar uma nova geração de especialistas em TI, equipados com conhecimentos técnicos avançados em Windows e Segurança, utilizando informações atualizadas e exclusivas não disponíveis em outros cursos de TI ou plataformas, incluindo as oferecidas pela Microsoft.